# Tony Ring
Nils Tony Ring, född den 3 mars 1964 i Karlskoga, är en svensk moderat politiker, sportkommentator och racerförare. Ring tillträdde som kommunstyrelsens ordförande i Karlskoga kommun den 1 januari 2019 efter att ha lyckats samla ett minoritetsstyre tack vare resultatet i kommunvalet 2018.
Ring kom på plats 37 när tidskriften Fokus i december 2020 listade de 50 mäktigaste utanför Stockholm.

## Politisk karriär
Ring tillträdde som partiföreträdare för Moderaterna i Karlskoga i november 2014. Han blev därmed oppositionsråd och valdes till kommunstyrelsens ordförande, som efterträdare till Sven-Olov Axelsson, under den efterföljande mandatperioden 2019–2023. Ring blev den första moderata ordföranden i kommunstyrelsen i Karlskoga genom tiderna, sedan det socialdemokratiska styret, som i nära 100 år styrt kommunen, bröts i samband med valet 2018.
Ring har varit aktiv i debatten om nedläggningen av Karlskoga BB vid Karlskoga lasarett, och har där uttalat stöd för förlossningsverksamhetens fortlevnad. Ring anser att om inte regionen är intresserade av förlossningsverksamhetens kvarvarande bör Karlskoga kommun istället inrätta ett kommunalförbund med ansvar för förlossningsvården.
Ring fick förnyat förtroende att leda kommunstyrelsen mandatperioden 2022–2026 vid valet 2022, men mötte kort därefter motstånd i samband med att kommunfullmäktige röstade ned Alliansens budgetförslag i november 2022, som gjorde honom till den förste kommunstyrelseordförande som inte fått igenom sin budget i Karlskoga. Från och med 2024 styr åter Alliansen på sin egen budget.

## Racingkarriär
Ring har som racerförare tävlat under 30 år och vunnit flera mästerskap. Han har bland annat tävlat i BPR Serien, FIA GT, Ferrari/Porsche Challenge samt Ferrari Challenge. Han har segrar på banor som Monza, Nürburgring och Hockenheim. 

## Valresultat Karlskoga kommun
| Parti | Parti               | Kandidat       | Kommun |
| Parti | Parti               | Kandidat       | Röster |
| ----- | ------------------- | -------------- | ------ |
|       | Moderaterna         | Tony Ring      | 1 506  |
|       | Socialdemokraterna  | Ida Edström    | 527    |
|       | Sverigedemokraterna | Patrik Nyström | 402    |

| Parti | Parti               | Kandidat            | Kommun |
| Parti | Parti               | Kandidat            | Röster |
| ----- | ------------------- | ------------------- | ------ |
|       | Moderaterna         | Tony Ring           | 1 419  |
|       | Sverigedemokraterna | Patrik Nyström      | 249    |
|       | Vänsterpartiet      | Maria Nyberg        | 144    |
|       | Socialdemokraterna  | Anders Ohlsson      | 143    |
|       | Socialdemokraterna  | Liselotte Eriksson  | 142    |
|       | Moderaterna         | Anna Ragén          | 132    |
|       | Centerpartiet       | Inga-Lill Andersson | 128    |
|       | Socialdemokraterna  | Sven-Olov Axelsson  | 127    |